# 黑角珊瑚
黑角珊瑚是六放珊瑚亚纲之黑珊瑚目（Antipatharia）下的珊瑚，一般稱為黑珊瑚(black coral)，其橫膈膜不成對，數目不定，單體或群體，外胚層能分泌幾丁質骨釉，體壁能分泌膠狀物，將周圍泥沙膠結成管狀物，稱為護鞘，可保存為化石。
它們棲息在深海，外觀像樹。其下已知有約42屬230種。
黑角珊瑚的組織色彩鮮艷，其名字的由來是黑色或深褐色的骨骼。其骨骼表面上有一些細小的棘覆蓋。它們是夏威夷的州石象徵，已禁採。全球黑珊瑚目的所有種黑珊瑚都受到《瀕危野生動植物種國際貿易公約》（簡稱華盛頓公約）附錄二的保護，屬瀕臨危險絕種動物。2011年7月15日，美國司法部 （页面存档备份，存于）公佈美屬維爾京群島公司被判非法貿易受保護的瀕危物種黑珊瑚被運到美國，違反了瀕危物種法案和雷斯法案，總計超過四百萬美元的總罰款爲非法貿易珊瑚有史以來最高罰款，無華盛頓公約合法許可，走私、運輸、攜帶黑珊瑚入境美國皆屬犯罪。
未骨骼化的黑角珊瑚極少是全黑色的，黑珊瑚骨骼上附著的珊瑚蟲顏色非常豐富，白色、紅色、綠色、黃色和棕色的都有。而他們的形狀也有很多種，從樹狀到扇狀到鞭狀均有。與石珊瑚不同，這些骨骼是由不連續的骨針組成，因而骨骼上通常能看到很小的骨刺（其骨骼表面上有一些細小的棘覆蓋），縱截面現實環繞原生枝管軸的同心環結構，有的縱表面具有獨特的小丘疹狀外觀。黑珊瑚為鈍膠珊瑚，遇酸不起泡，燃燒有明顯的蛋白質焦臭味道。
2009年3月，科學家發布了他們對深海珊瑚（水深300〜3000米）於世界各地的研究成果。他們發現深海黑珊瑚是已知全世界最古老的珊瑚品種，地球上最古老的連續生物體，也是全世界壽命最長的生物，其徑向增長率每年只生長約4-35微米（微米micro meter/百萬之一公尺: 換算主幹直徑增長至3.5公分至少需要1000年），個別群體壽命已經達到了4265歲。
黑珊瑚與其他珊瑚不同的一個特性是他們的珊瑚蟲內沒有共生海藻（很多珊瑚需要靠共生海藻為其提供養分），因而黑珊瑚不需要依賴於陽光。這正是黑珊瑚經常能生長在陽光到達不了的深海的原因。
黑珊瑚存在印度尼西亞多處深海海域，人員必須濳至數十至百米深海採撈作為珠寶首飾原料，印度尼西亞國語稱作Akar Bahar，巴里島方言稱作 Kayu Uli，在民間普遍被誤認是植物稱之爲海底神木，因水浸不爛，火焚不毀，在印度尼西亞各個不同種族中共通被視為抵擋黑巫術的傳家辟邪聖物。巴里島人將一截黑珊瑚以火加熱使之彎曲後再以冷水降溫定型成手環隨身配帶，常見於巴里祭司、王公貴族。
（路透社羅馬2009/09/17電），意大利科學家在地中海海底進行了一項新勘測，發現了世界最大的黑珊瑚森林。這片黑珊瑚森林隱藏在墨西拿海峽的狹長水域中，通過水下機器人，意大利環境保護與研究院的海洋生物學家發現有近3萬群學名爲「Antipathella subpinnata coral」的黑珊瑚位於55~100米深的水域中。科學家是在意大利南部卡拉布裡亞（Calabria）區海上的六頭女妖岩礁附近發現這些珊瑚群。 意大利生物學家伊娃薩爾瓦特說：「在此水域中，機器人拍下的圖像表明此片海景完全由壯觀的黑珊瑚森林構成，有些黑珊瑚樹高達1米多。這是首次在自然棲息地裡發現這種珍稀珊瑚。」此黑珊瑚像植物一樣在深海裡生長，此稱呼來源於希臘語的科學名稱「抗病」。黑珊瑚被用作護身符。由於環境破壞嚴重，目前所有黑珊瑚被列入瀕危野生動植物物種國際公約（CITES）的附錄II名單中，如果貿易不加控制，此名單中的物種都將面臨滅絕的危險。
2014年2月，台灣首見黑珊瑚：台東縣潛水教練林銘聲在綠島馬蹄橋外海104公尺深處拍攝到一株前所未見的珊瑚，經中央研究院生物多樣性研究中心研究員鄭明修初步鑑定應屬黑珊瑚類，是台灣首見紀錄品種，極其珍貴。林銘聲說：「潛至104公尺時，見到一片平坦的白砂，當中只有這株珊瑚挺立而出，10公尺外我就看見牠了！」「這株珊瑚外觀為白色帶透明呈枝狀，高約50公分，株寬約30公分。」林銘聲潛水47年，在綠島最深潛至160公尺，從未見過。在水壓限制下，林銘聲以海底相機勉強拍攝到14秒珊瑚影片後上岸，放上網後引發新聞報道。

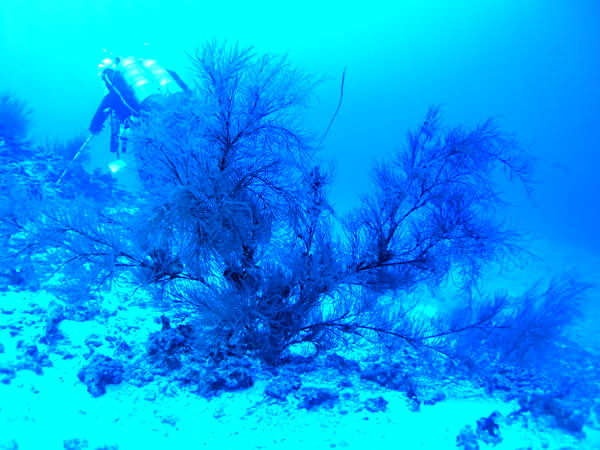
Blackcoral 600

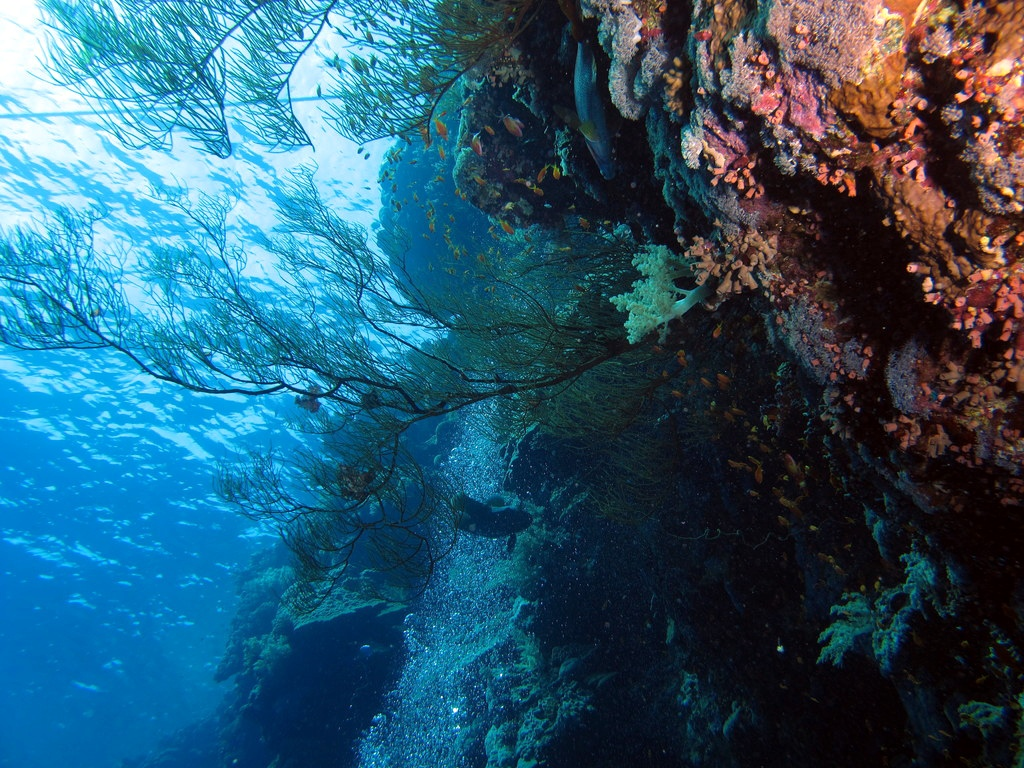
Up through black coral bush

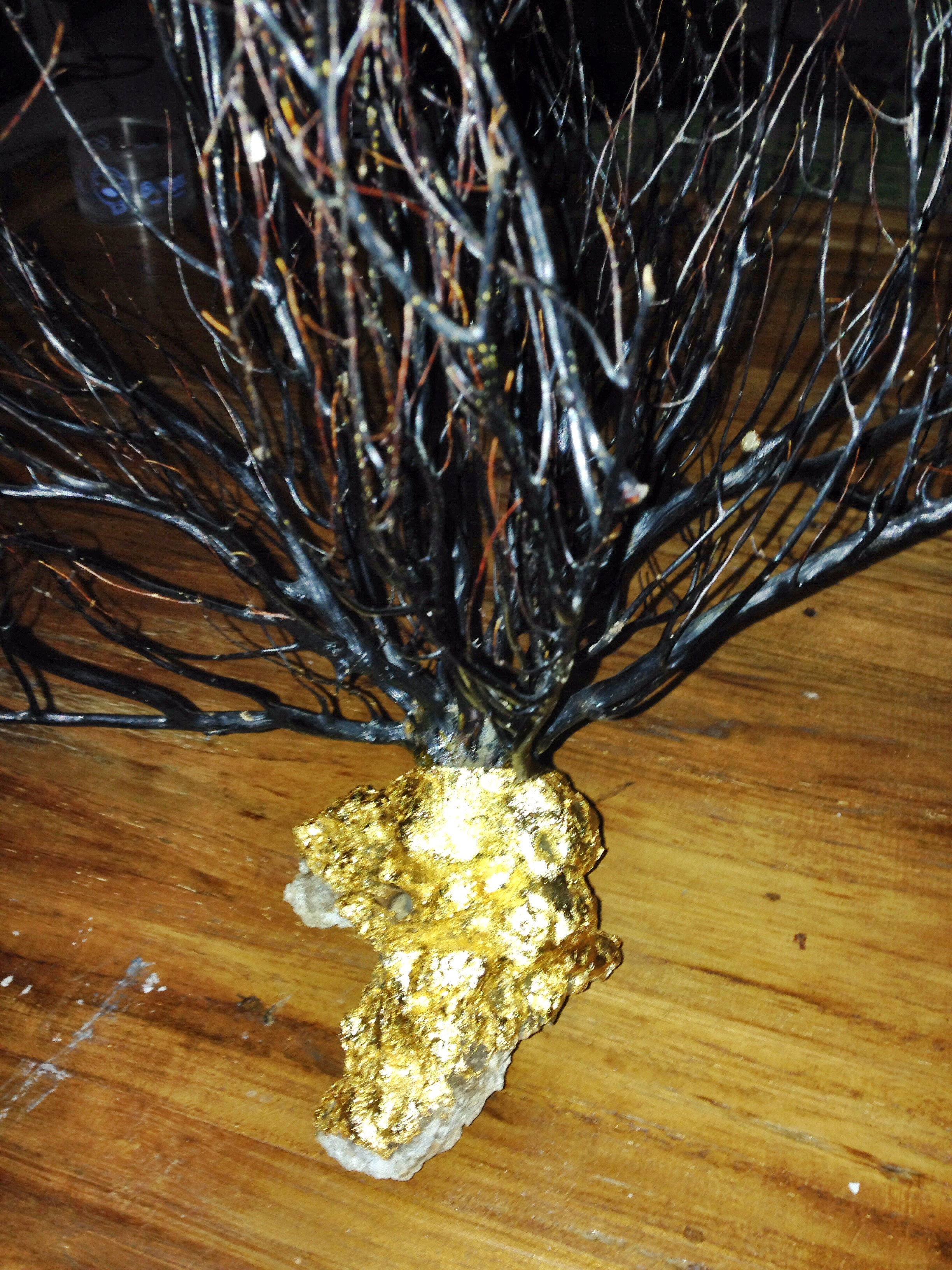
Image of black coral

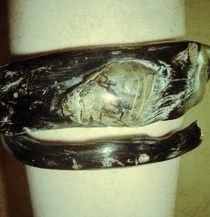
Image of black coral bracelet

## 下级分类
本目包括以下科：
- 黑珊瑚科 Antipathidae Ehrenberg, 1834，黑角珊瑚科
- Aphanipathidae
- Cladopathidae
- Leiopathidae
- Myriopathidae
- Schizopathidae
- Sinopathidae 
  - Sinopathes Balinski, Sun & Dzik, 2012
  - Sterictopathes Balinski & Sun, 2017
- Stylopathidae

科的地位未定的属：
- Palaeobotryllus Muller, 1977

## 壽命
於2009年，一項研究發現了全世界最古老的珊瑚：深海黑珊瑚屬。它們是全地球活得最長的生物，約有4265歲。科學家發現它們每年只生長約4-35毫米，個別的壽命也是以千年來計算。

## 外部連結
- Animal Diversity Web （页面存档备份，存于）
- ITIS Standard Report Page （页面存档备份，存于）
- Mead, Gale. . National Geographic News. 2001-06-08  [2009-08-31]. （原始内容存档于2017-05-04）.
- ARKive
- United States department of justice （页面存档备份，存于）